# Пружинная катапульта Веста
Пружинная катапульта Веста или Пружинное орудие Веста (англ. West Spring Gun) — британская катапульта, использовавшаяся для метания гранат во вражеские окопы во время Первой мировой войны. Состояла на вооружении войск Великобритании, Канады и Австралии. Могла забрасывать гранату по высокой траектории в окоп противника.

## Описание
Это орудие действовало по принципам баллисты и требушета. Основу катапульты составлял метательный рычаг на железной раме, поддерживаемый 24 стальными пружинами. В состав расчёта входили пять человек: трое занимались натягиванием пружин, один был заряжающим, ещё один после выдёргивания чеки или зажигания снаряда освобождал натянутый рычаг. Изобретателем катапульты является капитан Аллен Вест (англ. Allen West), который получил патент на своё изобретение 19 октября 1915 года, а производством занималась компания «Reason Manufacturing Company» из Брайтона.
На испытаниях катапульта могла забросить гранату Миллса на расстояние до 220 м или более тяжелый снаряд массой 3,2 кг на 73 м при времени полёта в 6—7 с. В бою из катапульты также можно было метать двухцилиндровую гранату «Джем-Тин» No. 8 и No. 9, шарообразную No. 15, сферическую No. 21 и химическую No. 28 гранаты. Время детонации каждой такой гранаты было увеличено до 9 с. В частности, его использовали 50-я Нортумбрийская пехотная дивизия Британской армии и 1-я Канадская дивизия Канадской армии во второй битве при Ипре и австралийские войска в Галлиполийской кампании.
Тем не менее, войсками катапульта оценивалась как слишком громоздкая и неуклюжая по сравнению с более простой окопной катапультой Лича. Кроме того, он имел ещё более существенный недостаток: из-за опасной работы механизма многие солдаты серьёзно повреждали пальцы, которые позднее приходилось ампутировать: среди пострадавших с такими последствиями оказался и сам капитан Вест. Кроме того, катапульта Веста показала себя ненадёжной в эксплуатации: траектория полёта гранаты была непредсказуемой и она могла попросту упасть прямо рядом с катапультой. Производство этих окопных катапульт прекратилось в 1916 году после того, как на вооружение британской армии были приняты 2-дюймовый средний миномёт и миномёт Стокса, не уступавшие окопным катапультам в скорострельности, но превосходившие их по дальнобойности в несколько раз.

## См.также
- Sauterelle